# Bill Carr
Pour les articles homonymes, voir William Carr et Carr.
William ("Bill") Arthur Carr (né le 24 octobre 1909 – décédé le 14 janvier 1966) était un athlète américain, double champion olympique aux Jeux olympiques de 1932 à Los Angeles.

## Biographie
Bill Carr est né à Pine Bluff en 1909. Il étudie à la Mercersburg Academy avant d'entrer à l'Université de Pennsylvanie, où il s'entraîne avec Lawson Robertson, un ancien athlète ayant participé aux Jeux olympiques de 1904.
Les disciplines que préfère Carr sont le 440 yd (un équivalent du 400 m), le 880 yd et le saut en longueur, mais il n'a pas gagné une compétition majeure avant 1932.
Cette année-là, il bat à la surprise générale le recordman du monde du 400 m Benjamin Eastman lors du 440 yd des championnats IC4A (Intercollegiate Association of Amateur Athletes of America). Quelques semaines plus tard, il réédite cet exploit en remportant les Trials (Sélections olympiques).
Carr est désormais le favori logique pour le 400 m des Jeux de Los Angeles. Tout comme Eastman, il passe les séries sans encombre. Pendant la finale, Eastman mène la première partie de la course jusque dans les 100 derniers mètres où Carr le rattrape et le dépasse pour remporter le titre olympique et établir un nouveau record du monde en 46 s 2. Eastman finit deuxième en 46 s 4.
Carr gagne une autre médaille d'or avec ses compatriotes du relais 4×400 m (auquel Eastman ne participe pas) qui bat également le record du monde en 3 min 08 s 2.
Le 17 mars 1933, Carr est victime d'un grave accident de la route pendant lequel il se case le bassin et les chevilles. Cet accident met un terme définitif à sa carrière.
Carr meurt à Tokyo à l'âge de 57 ans.

## Palmarès
- Jeux olympiques 1932 à Los Angeles :
  -  Médaille d’or sur 400 mètres en 46 s 2
  -  Médaille d’or du relais 4×400 mètres en 3 min 08 s 2

## Sources
- (en) Cet article est partiellement ou en totalité issu de l’article de Wikipédia en anglais intitulé « Bill Carr » (voir la liste des auteurs).